# Willows
Willows és una població dels Estats Units a l'estat de Califòrnia. Segons el cens del 2009 tenia 6.289 habitants.

## Demografia
Segons el cens del 2000, Willows tenia 6.220 habitants, 2.134 habitatges, i 1.513 famílies. La densitat de població era de 836,8 habitants/km².
Dels 2.134 habitatges en un 38,5% hi vivien nens de menys de 18 anys, en un 52,1% hi vivien parelles casades, en un 14,2% dones solteres, i en un 29,1% no eren unitats familiars. En el 24,7% dels habitatges hi vivien persones soles l'11% de les quals corresponia a persones de 65 anys o més que vivien soles. El nombre mitjà de persones vivint en cada habitatge era de 2,83 i el nombre mitjà de persones que vivien en cada família era de 3,4.
Per edats la població es repartia de la següent manera: un 32,7% tenia menys de 18 anys, un 9,6% entre 18 i 24, un 26,4% entre 25 i 44, un 19% de 45 a 60 i un 12,4% 65 anys o més.
L'edat mediana era de 31 anys. Per cada 100 dones de 18 o més anys hi havia 92,4 homes.
La renda mediana per habitatge era de 27.466 $ i la renda mediana per família de 35.856 $. Els homes tenien una renda mediana de 30.297 $ mentre que les dones 22.159 $. La renda per capita de la població era de 12.523 $. Entorn del 17,7% de les famílies i el 24,6% de la població estaven per davall del llindar de pobresa.

## Poblacions més properes
El següent diagrama mostra les poblacions més properes.